# Tadeusz Zdzisław Ścibor-Rylski
Tadeusz Zdzisław Ścibor-Rylski herbu Ostoja (ur. 26 września 1875 w Błażowej, zm. w lipcu 1934 w Drohobyczu) – major administracji Wojska Polskiego.

## Życiorys
Urodził się 26 września 1875 w Błażowej. Studiował prawo na Uniwersytecie Jagiellońskim w Krakowie w latach 1896-1902. Ukończył studia na Wydziale Prawa Uniwersytetu Lwowskiego  (według innego źródła studia filozoficzne).

### Służba wojskowa
Odbył służbę wojskową w C. K. Armii od 1895 do 1896. W okresie zaboru austriackiego w ramach autonomii galicyjskiej jako urzędnik podjął pracę w C. K. Namiestnictwie .
Po wybuchu I wojny światowej wstąpił do Legionów Polskich. Służył w I Brygadzie. Został dowódcą plutonu w szwadronie por. Władysława Beliny-Prażmowskiego. W 1915 służył w Komendzie Placu legionów w Wiedniu. Od początku 1916 był żołnierzem legionowego 1 pułku ułanów. Został awansowany do stopnia podporucznika ułanów 1 listopada 1916. Po kryzysie przysięgowym był oficerem Polskiej Siły Zbrojnej. Później służył w szeregach 2 pułku ułanów w strukturze Polskiego Korpusu Posiłkowego. Po przejściu frontu w bitwie pod Rarańczą z połowy lutego 1918 został internowany przez Austriaków w obozie w Huszt. Podczas transportu oswobodził się .
Po odzyskaniu przez Polskę niepodległości został przyjęty do Wojska Polskiego w listopadzie 1918 . Zweryfikowany w stopniu porucznika kawalerii. Służył w Twierdzy Modlin, był dowódcą Powiatu Etapowego Święciany. Uczestniczył w wojnie polsko-bolszewickiej. Dwukrotnie otrzymał Krzyż Walecznych. Od września 1919 do marca 1920 dowodził Grupą nazwaną swoim imieniem i działającą na obszarze w okolicach miasta Nowogródek. Następnie pełnił funkcję szefa Oddziału II DOE Mołodeczno oraz służył w 1 Armii . Brał udział w powstaniu śląskim.
Został awansowany do stopnia majora w korpusie oficerów administracji, dział gospodarczy. Jako oficer nadetatowy Okręgowego Zakładu Gospodarczego I w pierwszej połowie lat 20. służył w Ministerstwie Spraw Wojskowych : w 1923 pełnił funkcję kierownika referatu w Departamencie VII Intendentury, a w 1924 pracował w Departamencie X Przemysłu Wojennego. Służył o boku gen. Włodzimierza Zagórskiego. W 1926 został przeniesiony w stan spoczynku .

### Śmierć żony
Jego żoną została Stefania z domu Drzewiecka (ur. 1877, ziemianka, która po ciotce odziedziczyła majątek Pietrycze, posiadała m.in. młyn, gorzelnię, od 1896 zamężna z Wiktorem Jasińskim), którą Rylski poznał w 1924, miał nakłonić do przejścia na wyznanie protestanckie kalwinizmu oraz do rozwodu z mężem i którą poślubił w 1924 – jak sam później stwierdził, było to małżeństwo nie z miłości, lecz dla wygody i opieki.
Od 1926, jako emerytowany oficer, zamieszkiwał z żoną w Pietryczach. W myśl późniejszych ustaleń sądu Rylski miał ignorować pracę na gospodarstwie w Pietryczach, zaniedbywać żonę i trwonić jej majątek, przebywając większość czasu we Lwowie. W związku z tym Stefania Rylska podjęła zamiar wydzierżawienia dóbr Pietrycze i zamierzała przeprowadzić się do Lwowa. Dzień przed rzekomym sformalizowaniem tych planów, po południu 2 października 1927 została znaleziona martwa w dziupli jesionu w parku w Pietryczach (miała przestrzeloną głowę, a w dłoni rewolwer należący do męża). Odkrywszy zwłoki żony, Tadeusz Rylski zawiadomił Policję Państwową o jej samobójstwie.
21 sierpnia 1928 posterunek policji ze Skwarzawy skierował do Sądu Okręgowego w Złoczowie efekty dochodzenia przemawiające za wszczęciem postępowania w sprawie o morderstwo Rylskiej. Oparto się na zeznaniach dwóch świadków, widzących wówczas małżeństwo Rylskich udające się do parku, słyszących strzały oraz dostrzegających powracającego stamtąd tylko męża. W sierpniu 1928 sprawę przejął sędzia śledczy w Przemyślu. Po dokonaniu ekshumacji ciała Rylskiej biegli podali w wątpliwość możliwość dokonania samobójstwa, po czym Tadeusz Rylski, dotychczas świadek w sprawie, został aresztowany i formalnie oskarżony o dokonanie morderstwa.
Proces oskarżonego Tadeusza Rylskiego o zamordowanie żony rozpoczął się 5 marca 1930 przed sądem przysięgłych w Przemyślu. Rozprawa była zaplanowana na 13 dni, cieszyła się pełną widownią na sali sądowej i budziła spore zainteresowanie opinii publicznej (na sali rozpraw zasiadały głównie młode kobiety), skalę porównywano do echa sprawy Rity Gorgonowej; proces był określany jaka jedna z najciekawszych spraw sądowych w Polsce). Podczas prowadzenia rozprawy powołano 63 świadków. W składzie sędziowskim zasiedli s. Krzewiński (przewodniczący) oraz wotujący Kotowski i Kantor, oskarżycielem był prokurator Prohaska, do oskarżenia z powództwa cywilnego był powołany Leon Peiper, a obrońcą dr Leon Landau. Jako dowód rzeczowy dostarczono do Przemyśla ścięty fragment dziupli jesionu z Pietrycz, jednak z uwagi na jego duży rozmiar i niemożność wniesienia na salę sądową, planowano tymczasowe prowadzenie rozprawy na dziedzińcu siedziby sądu.
Przed sądem Rylski nie przyznał się do winy, twierdząc, że żona, zarzucając mu zaniedbywanie jej i kontakty z innymi kobietami, już wcześniej zabierała jego rewolwer i oznajmiając zamiar popełnienia samobójstwa, udawała się do parku, gdzie on miał udaremniać jej próby targnięcia na życie. Po wielu dniach procesu sprawa nadal była uznawana za niejasną. Jako biegły medycyny sądowej występował prof. Włodzimierz Sieradzki. Wyrok zapadł 7 kwietnia 1930 po 29 dniach procesu. Głosami przysięgłych sądu w Przemyślu w stosunku 8 za i 4 przeciw Tadeusz Rylski został uznany winnym popełnienia zbrodni morderstwa swojej żony, dokonanej z chęci zysku i skazany na karę śmierci przez powieszenie, zamienioną w drodze amnestii na karę 15 lat pozbawienia wolności do odbycia w ciężkim więzieniu z obostrzeniami, oraz pozbawienie stopnia oficerskiego majora i wszelkich posiadanych odznaczeń .
Proces miał charakter poszlakowy, bowiem nie wskazano dowodów jednoznacznie przesądzających fakt dokonania zbrodni przez Rylskiego. Zgodnie z uzasadnieniem sądu, skazany miał dokonać zabójstwa, kierując się zamiarem przejęcia majątku żony, dokonał jej morderstwa, po czym zawiadomił policję, wskazując na samobójstwo. Do Sądu Najwyższego zostały złożone wnioski o kasację zarówno ze strony obrony, jak i oskarżyciela. 1 września 1930 Sąd Najwyższy odrzucił kasację obrony od tego wyroku, wskutek czego uprawomocnił się wyrok skazujący Rylskiego na 15 lat ciężkiego więzienia.
Mimo uprawomocnienia się wyroku Rylski nie ustawał w próbach dowodzenia swojej niewinności, przekazując w tej sprawie pisma do władz sądowych oraz do Ministerstwa Sprawiedliwości i wnioskując o wznowienie postępowania. Złożył także podanie do prezydenta RP Ignacego Mościckiego. Karę odbywał w więzieniu w Drohobyczu, określanym jako drohobyckie Brygidki. Ponadto w 1932 przed Sądem Okręgowym w Przemyślu toczył się proces obrońcy Rylskiego, dr. Leiba Landaua, przeciwko któremu złożono pięć aktów oskarżenia w związku z jego działaniami podczas procesu w 1930; ostatecznie adwokat został uniewinniony (przewodniczącym składu sędziowskiego był wówczas dr Stanisław Fried).
Tadeusz Rylski zmarł w lipcu 1934 na atak serca w więzieniu w Drohobyczu podczas odbywania kary pozbawienia wolności.